# Мари Брас, Хуан
Хуан Мари Брас (исп. Juan Mari Brás; 2 декабря 1927 — 10 сентября 2010) — пуэрто-риканский политический деятель социалистического толка, сторонник независимости пуэрториканцев от США. Соучредитель Пуэрто-риканской партии независимости, основатель и генеральный секретарь Пуэрто-риканской социалистической партии (ПСП). По профессии адвокат. Его сын Мари Пескера был убит в 1976 году; обнародованные в 2009 году документы показали, что ФБР было известно о подготовке покушения, но бюро не поделилось информацией. 25 октября 2006 года Хуан Мари Брас стал первым, кто получил свидетельство о гражданстве Пуэрто-Рико от Государственного департамента Пуэрто-Рико.

## Биография
Хуан Мари Брас родился в Маягуэсе, Пуэрто-Рико. Его отец участвовал в движении за независимость и часто брал сына на политические собрания и митинги. В 1943 году в 18-летнем возрасте вместе с друзьями в Маягуэсе основал ячейку движения за независимость в своей школе. Он также был основателем и директором первой политической радиопередачи за независимость «Grito de la Patria».

## Политическая деятельность

### Студенческий активист
В 1944 году он поступил в Университет Пуэрто-Рико, где в 1945 году возглавил Общество сторонников независимости. В 1946 году стал одним из основателей и активно участвовал в деятельности Партии независимости Пуэрто-Рико Хильберто Консепсьона де Грасиа. Мари Брас возглавил молодёжное крыло партии. В 1948 году студенческая группа университета, выступавшая за независимость, пригласила националистического лидера Педро Альбису Кампоса выступить в кампусе Рио Пьедрас, однако ректор университета Хайме Бенитес отказал тому в доступе в университетские помещения. Как следствие, студенты протестовали и объявили забастовку. Мари Брас был одним из студенческих лидеров, которые скандировали антиамериканские лозунги и шли с флагом Пуэрто-Рико в его руках. Эти действия были расценены как направленные против правительства Соединенных Штатов, и Мари Брас с рядом других протестующих были исключены из университета.
Мари Брас переехал в Лейкленд, штат Флорида, где он получил степень бакалавра, а затем учился в Джорджтаунском университете. В 1954 году поступил на юридический факультет Университета Джорджа Вашингтона, но вновь был исключён пока, наконец, не закончил своё юридическое образование в Американском университете.

### От Движения за независимость до Социалистической партии
В 1959 году Мари Брас основал Движение за независимость, объединившее сторонников независимости Пуэрто-Рико и социалистической философии. Вместе с Сезаром Андреу Иглесиасом он основал политическую газету Claridad, которой руководил три десятилетия. В 1971 году Движение за независимость было преобразовано в Пуэрто-риканскую социалистическую партию (ПСП), ведущую борьбу за создание независимого демократического государства Пуэрто-Рико. Мари Брас стал её первым генеральным секретарем. В 1973 году выступал в Организации Объединенных Наций с речью о том, что Пуэрто-Рико является колонией Соединенных Штатов, и потребовал деколонизации острова. 
В марте 1976 года один из сыновей Мари Браса, Сантьяго Мари Пескера, был убит, когда его отец выдвинулся как социалистический кандидат в губернаторы острова. Полицейские расследования подтверждали, что погибший был убит в отместку за политическую деятельность своего отца, однако официально убийство так никогда и не было раскрыто. В 2009 году радиостанцией Primera Hora благодаря Акту о свободе информации были получены документы, указывающие, что ФБР (одной из мишеней которого по программе COINTELPRO был пуэрто-риканский политик) знало о плане покушения на Хуана Мари Пескера, но не предупредило его.
После потери сына Мари Брас продолжал борьбу за независимость Пуэрто-Рико. Он был плодовитым автором, а также выступал перед различными аудиториями по вопросу о политическом статусе Пуэрто-Рико. Работал преподавателем юриспруденции в Школе права Эухенио Марии де Остос в Пуэрто-Рико, которую основал в своем родном городе. Свои последние годы он посвятил поискам единства среди сторонников независимости Пуэрто-Рико.

### Отказ от гражданства США и признание гражданином Пуэрто-Рико
11 июля 1994 года Мари Брас отказался от своего американского гражданства в посольстве США в Каракасе, Венесуэла. «Он сделал это, чтобы проверить техническую применимость законов о гражданстве Соединенных Штатов». По словам Мэри Илер Тавеннер, он предполагал, что лицо, имеющее гражданство Соединенных Штатов и впоследствии отказывающееся от его гражданства, будет депортировано в страну происхождения. Поскольку Пуэрто-Рико является владением Соединенных Штатов, Брас предположил, что Государственному департаменту США придется депортировать его или любого пуэрториканца, который отказался от своего гражданства США в Пуэрто-Рико. Государственный департамент США принял отказ Мари Браса от американского гражданства 22 ноября 1995 года.
Затем 15 мая 1996 года начался затяжной судебный процесс, в котором государственный обвинитель пытался лишить его права голоса на выборах в Пуэрто-Рико. Однако Верховный суд Пуэрто-Рико подтвердил, что Мари Брас может голосовать как «гражданин Пуэрто-Рико». В свете решения Верховного суда 4 июня 1998 года Государственный департамент США отменил своё прежнее решение и объявил, что Мари Брас все еще является гражданином США.
После отказа от своего американского гражданства и более 10 лет судебных разбирательств, в которых он настаивал, что является гражданином Пуэрто-Рико, Мари Брас получил первый сертификат о гражданстве Пуэрто-Рико от Государственного департамента Пуэрто-Рико. Он заявил: «Я освободил себя от унижения ложного гражданства… страны, вторгшейся в мою страну, по-прежнему единственную, которой я приносил клятву».
Верховный суд Пуэрто-Рико и министр юстиции Пуэрто-Рико установили, что гражданство Пуэрто-Рико существует и было признано в Конституции Пуэрто-Рико. С лета 2007 года Государственный департамент Пуэрто-Рико разработал протокол о предоставлении пуэрто-риканского гражданства пуэрториканцам. Бывший помощник судьи Верховного суда Пуэрто-Рико и бывший государственный секретарь Балтасар Коррада подвергли сомнению законность сертификации, сославшись на закон, принятый в 1997 году, автором которого является Кеннет МакКлинток Эрнандес, который устанавливает гражданство и гражданство Соединенных Штатов в качестве предварительного условия получения гражданства Пуэрто-Рико. Усилия Мари Браса вызвали бурную общественную дискуссию по вопросу гражданства.

## Смерть и признание
10 декабря 2008 года он был признан «Юристом года» местным отделением Американской ассоциации юристов.
Мари Брас умер в Сан-Хуане 10 сентября 2010 года. Мэр города Маягуэс Хосе Гильермо Родригес издал указ о пятидневном трауре, приказал приспустить флаги во всех муниципальных зданиях и вместе со Школой права им. Остоса заняться организацией похорон. После мессы в местном соборе Мари Брас был похоронен на муниципальном кладбище города.